# Гурбанов, Шамиль Дунямалы оглы
Шамиль Дунямалы оглы Гурбанов (10 мая 1934, Талавери, Болнисский район — 16 января 2004, Баку) — государственный деятель Азербайджанской Республики, доктор филологических наук, профессор, депутат Милли Меджлиса Азербайджанской Республики в 1995-2004 годах.

## Биография
Шамиль Гурбанов родился 10 мая 1934 года в селе Фахралы Болнисского района, Грузинская ССР. По окончании средней школы он в 1955-1960 годах получил высшее образование на отделении журналистики филологического факультета Бакинского государственного университета. Свою трудовую деятельность Шамиль Гурбанов начал в редакции журнала “Азербайджан мектеби” в качестве литературного сотрудника. Некоторое время работал старшим лаборантом на кафедре журналистики университета, затем поступил в аспирантуру и, защитив в 1965 году кандидатскую диссертацию, получил ученую степень кандидата филологических наук. В 1965-1968 годах он работал заведующим отделом науки и культуры в редакции газеты “Бакы”. Связав с 1968 года свою трудовую деятельность с педагогической работой, Шамиль Гурбанов занимал должности преподавателя, старшего преподавателя и доцента университета. В 1975 году он защитил докторскую диссертацию, а в 1980 году получил ученое звание профессора. В 1981-1991 годах Шамиль Гурбанов был деканом заочного и вечернего отделений филологического факультета университета. С 1989 года и до конца жизни он являлся заведующим кафедрой литературы восточнославянских и тюркских народов.

## Творчество
Наряду с педагогической деятельностью, Шамиль Гурбанов получил широкую известность и благодаря своим научным исследованиям. Основные направления его научной деятельности были связаны с изучением проблем классической азербайджанской литературы, литературных связей, эмигрантской литературы, творчеством писателей – жертв репрессии. Он является автором около двадцати книг, сотен статей.

## Общественно-политическая деятельность
Шамиль Гурбанов был хорошо известен и как общественный деятель, принимающий активное участие в общественно-политической жизни Азербайджана. Он являлся депутатом Милли Меджлиса Азербайджанской Республики первого и второго созывов. Как член постоянной комиссии Милли Меджлиса по вопросам науки и образования, Шамиль Гурбанов непосредственно участвовал в подготовке и принятии законодательных актов в независимой Азербайджанской Республике, делал все возможное для усовершенствования законодательной базы осуществляемых в нашей стране правовых реформ. Он также имеет заслуги в укреплении и развитии межпарламентских связей между Азербайджаном и Грузией.